# Premio Testimone di Pace
Il Premio Testimone di Pace viene conferito ogni anno nella città piemontese di Ovada (AL) ad una persona, ente o associazione che si sia particolarmente distinta per l'impegno e l'azione nell'ambito della pace e della nonviolenza.
La prima edizione si è tenuta il 4 ottobre 2006, giornata nazionale della Pace.
La decima edizione si è svolta il 18 novembre 2015 presso il Teatro Splendor di Ovada (AL).

## Origini

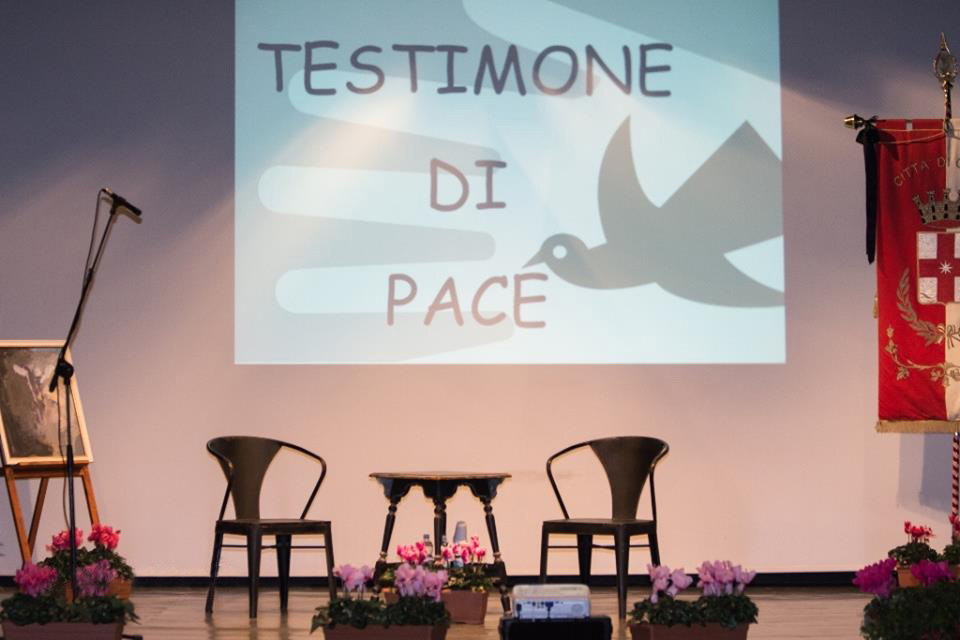
Il palco di Testimone di Pace

Organizzato dal Comune di Ovada, dal Centro Pace Rachel Corrie in sette edizioni, da UO'nderful -
Associazione di Promozione Culturale e Turistica in tre edizioni, dall'Associazione Articolo 21 e dalla trasmissione radiofonica Fahrenheit di RAI Radio 3, con il sostegno della Regione Piemonte, della Provincia di Alessandria e della Fondazione Cassa di Risparmio di Alessandria.
Insignito dell'Alto Patronato della Presidenza della Repubblica fin dalla prima edizione, il Premio Testimone di Pace ha ottenuto la prestigiosa adesione del Presidente della Repubblica Italiana accompagnata da speciale medaglia presidenziale. Ha ottenuto inoltre il patrocinio di Genova Città dei Diritti.
La caratura internazionale del Premio è cresciuta di anno in anno, confermandosi nel 2011 con l'attribuzione del Premio Testimone di Pace all'esule ceceno Shachman Akbulatov (Kazakistan, 1961) che nel 2008 fu nominato direttore della sezione Memorial (associazione) di Groznyj, e che portò avanti un durissimo lavoro di denuncia di abusi e sopraffazioni in Cecenia, costato la vita in quegli stessi anni ad alcuni giornalisti ed attivisti per i diritti umani tra cui la giornalista Anna Politkovskaja (New York, 30 agosto 1958 – Mosca, 7 ottobre 2006) e il free-lance italiano Antonio Russo (Francavilla al Mare, 3 giugno 1960 – Tbilisi, 16 ottobre 2000), già Testimone di Pace nel 2006.

## Modalità di premiazione

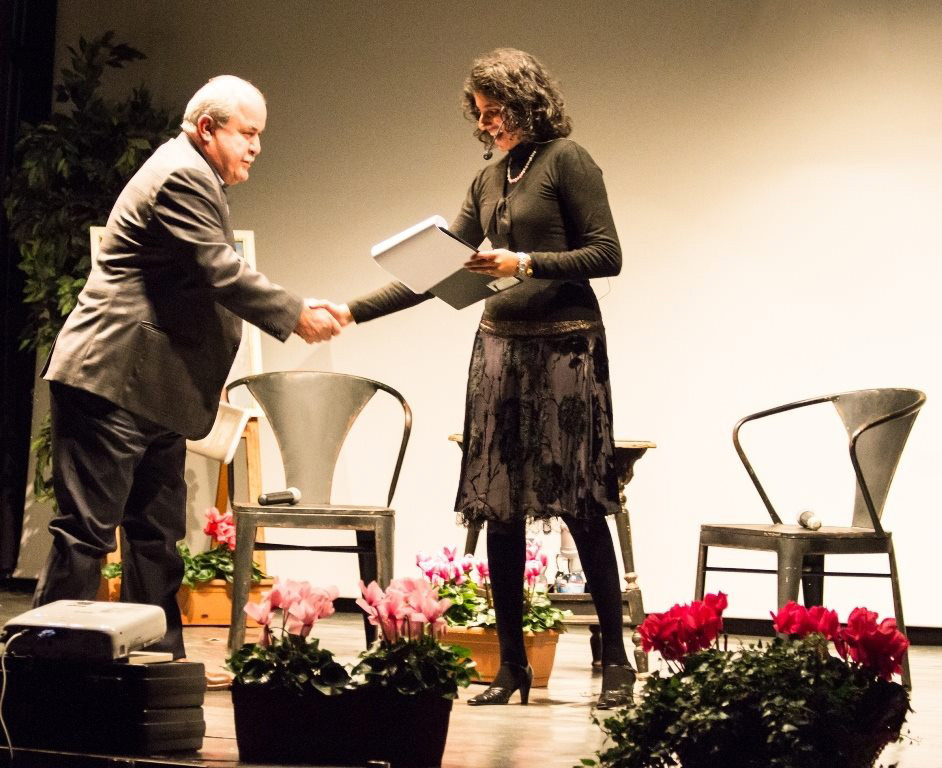
Testimone di Pace, edizione 2015

Il Premio consiste in un'opera d'arte e in una somma in denaro ed è attribuito dalla
giuria del Premio.
La giuria del Premio, nominata dagli organizzatori, è composta da personalità significative provenienti dall'associazionismo di pace, dal mondo accademico e della comunicazione.
La giuria, con all'interno un Coordinatore, è nominata dagli Enti organizzatori. La sua attuale composizione è la seguente: Eleonora Barbieri Masini, Luigi Bettazzi, Tano D'Amico, Nando dalla Chiesa, Giovanni De Luna, Flavio Lotti, Lidia Menapace, Giorgio Nebbia, Marino Sinibaldi (Coordinatore).

## Sezioni speciali
Il Premio negli anni passati prevedeva anche due sezioni speciali dedicate all'informazione e alla scuola.
Sezione informazione
Il Premio veniva conferito ad un operatore od organo dell'informazione (giornalista,
fotoreporter, periodico, netMagazine ecc.) che abbia realizzato un servizio su
un'iniziativa o evento positivo nell'ambito della pace e della nonviolenza. Il premio
consiste in un'opera d'arte.
Sezione scuola
Il Premio era indirizzato a studenti della Scuola Secondaria di secondo grado.
In base al regolamento del Premio le classi o gruppi di studenti iscritti al concorso potevano scegliere fra due tipologie di
lavoro:
- un elaborato che documenti un'esperienza significativa di soluzione
creativa di un conflitto, oppure che illustri una buona pratica di cittadinanza
o un comportamento solidale e responsabile.
- un contributo alla riflessione critica sul rapporto tra linguaggio e pace
con riferimento a usi e significati di uno o più dei seguenti termini:
conflitto, sicurezza, dialogo; si pootevano prendere in considerazione i
linguaggi del dibattito culturale, quelli dell'opinione pubblica diffusa, quelli
dei mass media.
La Giuria della sezione scuola era composta dagli organizzatori del Premio ed integrata da componenti indicati da Fahrenheit Rai Radio 3, Articolo 21 e dalla Università del Piemonte Orientale.
Inoltre in quattro edizioni del Premio è stato assegnato un Premio Speciale dedicato a Rachel Corrie(Olympia, 10 aprile 1979 – Rafah, 16 marzo 2003) attivista statunitense uccisa nella striscia di Gaza durante l'Intifada di Al Aqsa il 16 marzo 2003 e alla quale è dedicato il Centro Pace Rachel Corrie di Ovada Archiviato il 12 novembre 2012 in Internet Archive.

## Albo dei vincitori
Di seguito vengono elencati tutti i vincitori del Premio Testimone di Pace.
Nel 2006, anno inaugurale del Premio, sono stati ricordati gli operatori dell'informazione caduti in zone di guerra nel nuovo secolo: Antonio Russo (Francavilla al Mare, 3 giugno 1960 – Tbilisi, 16 ottobre 2000) (Tbilisi, Georgia), Maria Grazia Cutuli (Catania, 26 ottobre 1962 – Sarobi, 19 novembre 2001) (Afghanistan), Raffaele Ciriello (Venosa, 1959 – Ramallah, 13 marzo 2002) (Ramallah, Palestina), Enzo Baldoni (Città di Castello, 8 ottobre 1948 – Iraq, 26 agosto 2004) (Iraq).
| Anno | Vincitore Premio                                                             | Vincitore sezione Informazione                                                                         | Vincitore sezione Scuola                                  | Premio Speciale Rachel Corrie                                                 |
| ---- | ---------------------------------------------------------------------------- | --- | --------------------------------------------------------- | ----------------------------------------------------------------------------- |
| 2007 | Comunità di San Josè de Apartadò, Colombia                                   | "Scuola della Speranza" di Enzo Nucci (Napoli, 2 luglio 1957) e da Claudio Rubino, sede RAI di Nairobi | Classe 5ªC Liceo "Rambaldi Valeriani", Imola              | Jeff Halper, "ICAHD" (Israeli Committee Against House Demolitions)            |
| 2008 | Padre Fabrizio Valletti (Roma, 1938)                                         | Rosaria Capacchione (Napoli, 16 febbraio 1960), giornalista de "Il Mattino" di Napoli                  | Istituto Tecnico Geometri "Pier Luigi Nervi", Alessandria | Najo Adzovic, (Titograd, 1969) progetto Savorengo Ker: la casa di tutti       |
| 2009 | Salvatore Cancemi (Mazara del Vallo, 1956)                                   | Ristretti Orizzonti, rivista Casa di Reclusione di Padova                                              | Istituto Superiore Statale "G.Falcone", Bergamo           | Istituto "Toschi", Parma                                                      |
| 2010 | Le tessitrici di Riace e la città di Caulonia                                | Riccardo Orioles, (Milazzo, 22 dicembre 1949) giornalista italiano                                     | Istituto "Virgilio", Pozzuoli                             | Vittorio Arrigoni (Besana in Brianza, 4 febbraio 1975 – Gaza, 15 aprile 2011) |
| 2011 | Shachman Akbulatov (Kazakistan, 1961)                                        | Libera Informazione                                                                                    | L'IPSSIA "A. Odero", Genova                               |                                                                               |
| 2012 | Bruno Pesce e Romana Blasotti (3 marzo 1929)                                 | Farid Adly, (Bengasi-Libia, 1947) giornalista libico                                                   | Liceo Scienze e Musicali "Sebastiano Satta", Nuoro        |                                                                               |
| 2013 | Associazione di volontariato Jerry Essan Masslo di Castel Volturno (CE)      | Sergio Nazzaro, (Uster-Svizzera), (13 novembre 1973)                                                   |                                                           |                                                                               |
| 2014 | Don Walter Fiocchi, (Carpineti, 5 marzo 1950) - (Alessandria, 6 luglio 2014) | |                                                           |                                                                               |
| 2015 | Anderious Gorguees Oraha, (Bibosi - Iraq, 1955)                              | |                                                           |                                                                               |

## Organizzatori storici del Premio

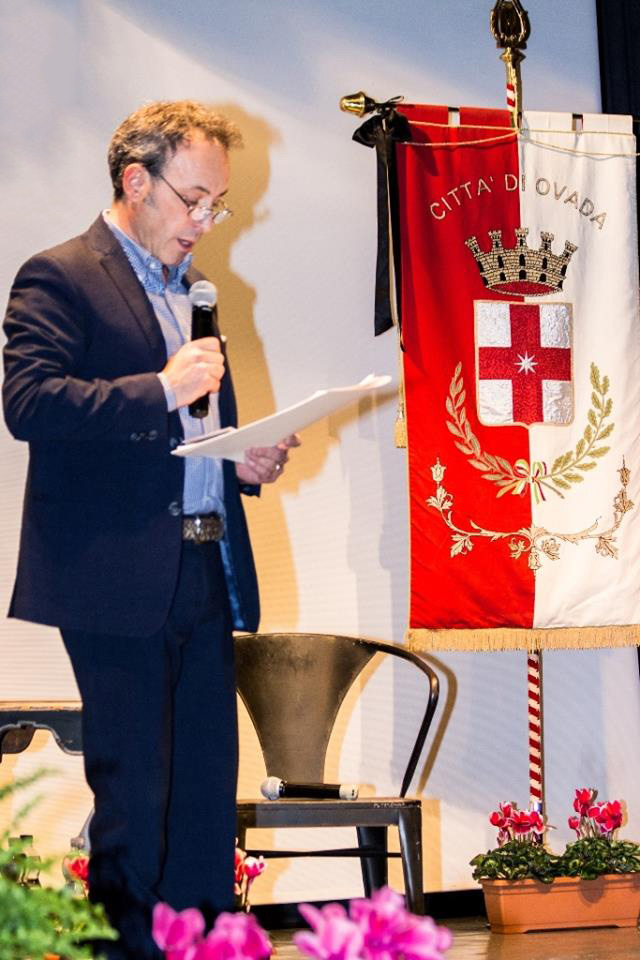
Sindaco di Ovada, Paolo Lantero

- Città di Ovada
- Centro per la Pace e la Nonviolenza dell'Ovadese, Rachel Corrie, su centropacecorrie.it. URL consultato il 10 ottobre 2012 (archiviato dall'url originale il 12 novembre 2012).
- Articolo 21, liberi di...
- Radio 3 Fahrenheit (programma radiofonico)

Segreteria organizzativa per le edizioni 2012, 2014, 2015:
UO'nderful - Associazione di Promozione Culturale e Turistica - Ovada

## Approfondimenti
Di seguito vengono riportati i messaggi inviati dal Presidente della Repubblica Italiana Giorgio Napolitano in occasione del Premio "Testimone di Pace"
- Il Presidente della Repubblica, Giorgio Napolitano, (Napoli, 29 giugno 1925), in occasione della odierna manifestazione "Testimoni di pace", dedicata agli operatori dell'informazione italiani caduti adempiendo al loro lavoro in zone di guerra, promossa dall'Amministrazione comunale di Ovada, ha inviato al Sindaco Andrea Luigi Oddone (Ovada, 18 agosto 1952), un messaggio in cui si sottolinea come l'evento sia anche "occasione per ricordare il ruolo svolto, con coraggio e determinazione, da giornalisti come Enzo Baldoni, Raffaele Ciriello, Maria Grazia Cutuli e Antonio Russo, che hanno messo in gioco la propria vita per un'informazione attenta e consapevole, al servizio della verità e della giustizia".Roma, 11 settembre 2006
- Il Presidente della Repubblica, Giorgio Napolitano, (Napoli, 29 giugno 1925), in occasione del Premio "Testimone di pace", ha inviato al Sindaco di Ovada, Andrea Luigi Oddone (Ovada, 18 agosto 1952), un messaggio di apprezzamento per l'iniziativa che celebra la sua seconda edizione in un giorno dal particolare significato: "La ricorrenza dell'11 settembre intende ricordare quale dolore e sofferenza possano provocare atti efferati di terrorismo, ispirati dall'odio e dal disprezzo per la vita umana e onorare coloro che in tutto il mondo si oppongono alla logica della guerra e della distruzione, indicando la via della pace, della sicurezza e della convivenza, in particolar modo alle giovani generazioni." Roma, 11 settembre 2007